# Nam Phố trừng ba
Nam Phố trừng ba (chữ Hán: 南浦澄波, có nghĩa bãi Nam sóng lặng) là tên hai bài thơ của Mạc Thiên Tứ; một bằng chữ Hán được xếp trong tập Hà Tiên thập vịnh (khắc in năm 1737, và một bằng chữ Nôm được xếp trong tập Hà Tiên thập cảnh khúc vịnh (chưa được khắc in). Cả hai bài đều nói đến một cảnh biển ở phía Nam trấn Hà Tiên xưa của Việt Nam.

## Vị trí Nam Phố
Sau khi quân Xiêm tràn sang đánh phá dữ dội Hà Tiên vào năm 1771, văn thơ thì mất mát, còn người thì tản lạc; lâu dần rồi không ai còn nhớ Nam Phố mà Mạc Thiên Tứ đã nói trong thơ hiện ở đâu. Đến năm 1960, thi sĩ Đông Hồ mới công bố lần đầu Nam Phố chính là Bãi Ớt (nay thuộc xã Dương Hòa, huyện Kiên Lương, tỉnh Kiên Giang). Ông viết: 
Người khách du lịch đến Hà Tiên vào mùa gió Tây Nam, lúc nào nhìn ra mặt biển cũng thấy cảnh sóng bạc trùng trùng. Như vậy mà, có một chỗ gọi là Nam Phố (tục danh là Bãi Ớt) ở trên đường Rạch Giá - Hà Tiên, cách trấn lỵ Hà Tiên độ 11 cây số. Vì nhờ vị thế nằm khuất vào hai đồi núi nhô ra, che cho cánh bãi không bị sóng gió lọt vào, khiến cho cảnh bãi biển, tuy là trong mùa động Nam mà vẫn yên lặng êm đềm như mặt nước hồ thu.
Nhưng theo bài viết "Cần xác định đúng địa điểm Nam Phố trừng ba" của tác giả Trương Minh Đạt, thì Nam Phố không thể ở xa trấn lỵ Hà Tiên đến như vậy. Ông dẫn ra nhiều tài liệu, trong số đó có ba tài liệu đáng chú ý như sau:
- Sách Hoàn Vũ Ký của Tĩnh Sơn Nguyễn Thu đời Thiệu Trị, chép về Nam Phố (dịch):

Tại bãi biển, từ tỉnh lỵ (tức vị trí phố chợ ngày nay) nhìn ra thì thấy, đó gọi bãi Nam, tức tên trong mười bài vịnh, cảnh Nam Phố trừng ba là đó vậy.
- Bài thơ Nôm Hà Tiên thập cảnh tổng vịnh, có câu:

Đông Hồ Lộc Trĩ luôn dòng chảy,
Nam Phố Lư Khê một mạch xanh.
- Trên vách tường phía tả Mạc Công Miếu, tức Đền thờ họ Mạc ở Hà Tiên, có chép một bài văn tế làm năm 1847,[4] trong có đoạn (dịch):

Cao nghiêm nhà trung nghĩa, Bình San Tô Châu non chót vót,
Vĩnh viễn đời khói hương, Đông Hồ Nam Phố ánh trăng trong.
Căn cứ vào thơ và văn tế vừa ghi trên, thì rõ ràng Mạc Thiên Tứ và Nguyễn Hữu Lập đều nói rằng: Nam Phố, Lư Khê, Đông Hồ là ba nơi ở kề cận nhau.
Sau khi phân tích kỹ càng, Trương Minh Đạt kết luận: Nam Phố chính là cái bãi cát dài và rộng, nằm phía trước hai quả núi Đại và Tiểu Tô Châu, bên trái vàm sông Giang Thành (còn gọi là sông Hà Tiên), lối vào vũng Đông Hồ, nơi có nhiều loài vạc quây quần kiếm ăn, và người dân địa phương đã gọi nơi đó là cồn Quay Vạc .

## Giới thiệu thơ

### Bài chữ Hán
| Nguyên tác: 南浦澄波 一片滄茫一片清， 澄連夾浦老秋晴。 天河帶雨烟光結， 澤國無風浪沫平。 向曉孤帆分水急， 趨潮容舫載雲輕。 他知入海魚龍匿， 月朗波光自在明 | Phiên âm Hán-Việt: Nam Phố trừng ba Nhất phiến thương mang nhất phiến thanh, Trừng liên giáp phố lão thu tinh. Thiên hà đái vũ yên quang kiết, Trạch quốc vô phong lãng mạt bình. Hướng hiểu cô phàm phân thủy cấp, Xu triều dung phảng tải vân khinh. Tha tri nhập hải ngư long nặc, Nguyệt lãng ba quang tự tại minh. |

### Bài chữ Nôm
Bài này nằm trong tập Hà Tiên thập cảnh khúc vịnh, gồm một khúc vịnh dài 32 câu, và kết thúc bằng một bài thơ Đường luật như sau: 
Dòng Nam vững rạng khách dầu chơi
Hai thức như thêu nước với trời
Bãi khói dưới không hương lại bủa
Hồ gương trong có gấm thêm rơi
Sóng chôn vảy ngạc tình chi xiết
Nhạn tả thơ trời giá mấy mươi
Một lá yên ba dầu lỏng lẻo
Đong trăng lường gió nước vơi vơi .

## Lời bình
Nam Phố là cảnh thứ tám trong Hà Tiên thập cảnh. Ở bài, tác giả chú trọng đến điểm "trừng ba", để đối lại với cảnh thứ bảy là "ấn nguyệt" (Đông Hồ ấn nguyệt). Thi sĩ Đông Hồ có lời bình:
Cảnh trăng Đông Hồ, đẹp thì có đẹp nhưng không lạ. Cảnh Nam Phố mà trừng ba mới là thật đặc biệt. Bởi vì, trong thời kỳ gió mùa Tây Nam, các bãi biển ở Hà Tiên đều phải hứng chịu gió, nên lúc nào biển cũng có cảnh sóng bạc trùng trùng...Chính Mạc Thiên Tứ đã nhận thấy điểm đặc biệt đó, mới chọn đầu đề cho thơ.
Cả hai bài đều tả cảnh biển Nam Phố phẳng lặng êm đềm, khách đến chơi không e ngại gì sóng gió. Thơ này có ý quảng cáo tốt cho xứ Hà Tiên, rằng người dân đến ở sẽ không gặp khó khăn trở ngại. Mọi người sẽ luôn được mặc tình thỏa thích, vì đó là nơi yên lặng thanh bình...